# Anita Lasker-Wallfisch
Anita Lasker-Wallfisch (Breslau, 17 juli 1925) is een Duits-Brits celliste en een overlevende van het meisjesorkest van Auschwitz.

## Levensloop

### Jeugd
Lasker werd in 1925 geboren als dochter van een Duits-Joodse gezin in Breslau, toen Duitsland (het huidige Wrocław, Polen). Ze had twee zussen: Marianne en Renate. Haar vader Alfons, broer van de bekende schaakmeester Edward Lasker, was advocaat; haar moeder een violiste. Alhoewel het gezin vanaf 1933 werd gediscrimineerd door anti-joodse maatregelen, voelde ze zich veilig omdat vader Alfons in de Eerste Wereldoorlog aan het front had gevochten en daarvoor een IJzeren Kruis had gekregen.

### Tweede Wereldoorlog
Marianne, haar oudste zus, vluchtte in 1939 naar Engeland. Zij was het enige familielid dat aan de Holocaust ontsnapte. In april 1942 werden Lasker's ouders weggevoerd en vermoedelijk zijn ze overleden in de buurt van Lublin in Polen. Anita en Renate werden niet gedeporteerd omdat ze in een papierfabriek werkten. Daar ontmoetten ze Franse krijgsgevangenen en begonnen ze papieren te vervalsen om Franse dwangarbeiders terug te laten keren naar Frankrijk. In september 1942 probeerden de twee zussen zelf naar Frankrijk te vluchten, maar onderweg werden ze op heterdaad door de Gestapo gearresteerd.
Anita en Renate werden in december 1943 met afzonderlijke gevangenistreinen naar Auschwitz gedeporteerd. Er was bij aankomst geen selectie en al snel werd Anita, net als Esther Bejarano en Flora Jacobs, gekozen om te spelen in het meisjesorkest  van Auschwitz. Het orkest speelde onder leiding van Alma Rosé marsen wanneer de slavenarbeiders het kamp verlieten voor hun dagelijkse werk en wanneer ze weer terugkeerden. Ze gaven ook concerten voor de SS’ers.
In oktober 1944 rukte het Rode Leger op en werd Auschwitz geëvacueerd. Anita werd met 3.000 anderen per trein vervoerd naar Bergen-Belsen en overleefde dit kamp zes maanden onder erbarmelijke omstandigheden. Na de bevrijding door het Britse leger werd ze eerst overgebracht naar een nabijgelegen ontheemdenkamp. Haar zus Renate, die Engels sprak, werd tolk bij het Britse leger.
Tijdens het Bergen-Belsenproces, dat plaatsvond van september tot november 1945, getuigde Anita onder meer tegen de kampcommandant Josef Kramer, kamparts Fritz Klein en plaatsvervangend kampcommandant Franz Hössler die dat jaar allemaal ter dood werden veroordeeld.

### Na de oorlog
In 1946 verhuisden de zussen Anita en Renate met de hulp van zus Marianne naar Groot-Brittannië. Anita trouwde  en kreeg twee kinderen. Wallfisch was medeoprichter van het English Chamber Orchestra (ECO) en trad op als lid en als soloartiest. Haar kleinzoon is de componist Benjamin Wallfisch.
Na bijna 50 jaar niet in Duitsland te zijn geweest, bezocht ze dit land in 1994 op een tournee met de ECO. Vanaf dat jaar heeft ze Duitse en Oostenrijkse scholen bezocht om over haar ervaringen te praten met scholieren. In 1996 publiceerde ze haar memoires "Inherit the Truth".
In 2011 ontving ze een eredoctoraat als doctor in de godgeleerdheid aan de universiteit van Cambridge.
In 2018 hield ze een herdenkingstoespraak in de Bondsdag ter gelegenheid van de 73e verjaardag van de bevrijding van Auschwitz.
In december 2019 maakte Lasker deel uit van een 60 Minutes met betrekking tot een onderzoek over de muziek die werd geschreven en uitgevoerd door gevangenen in Auschwitz.
- Bibliothèque nationale de France: cb135267932 (data)
- Gemeinsame Normdatei: 119528835
- International Standard Name Identifier: 0000 0000 7836 8850
- Library of Congress Control Number: n97024854
- MusicBrainz: 37568e30-9f71-406e-86ce-a27e583e8521
- Bibliotheek van het Japanse parlement: 00921301
- Nationale Bibliotheek van Tsjechië: jo2015895410
- Nationale Bibliotheek van Israël: 987007264240405171
- Nationale Bibliotheek van Polen: a0000001185977
- Nederlandse Thesaurus van Auteursnamen: 398535493
- Système universitaire de documentation: 050374095
- Virtual International Authority File: 56769329
- WorldCat: E39PBJhH4hT6cQHPmHgcdTVpyd